# Boerhavia cordobensis
Boerhavia cordobensis är en underblomsväxtart som beskrevs av Carl Ernst Otto Kuntze och Anton Heimerl. Boerhavia cordobensis ingår i släktet Boerhavia och familjen underblomsväxter. Inga underarter finns listade i Catalogue of Life.